# Istra (fiume)
La Istra (in russo И́стра?) è un fiume della Russia europea centrale (oblast' di Mosca), affluente di sinistra della Moscova.
Nasce dal versante meridionale delle alture di Mosca, una catena di modesti rilievi collinari morenici che cinge a nord la città di Mosca; scorre con direzione mediamente meridionale su quasi tutto il suo percorso, sfociando successivamente nella Moscova pochi chilometri a monte della città di Mosca.
Il suo maggior affluente è la Malaja Istra, proveniente dalla destra idrografica. Il maggiore centro urbano toccato dal fiume è la cittadina omonima, posta circa 60 chilometri ad ovest di Mosca. Nel suo alto corso il fiume forma un piccolo bacino artificiale (27,4 km²).
Le acque del fiume sono gelate in superficie per lunghi periodi ogni anno, mediamente da dicembre ad aprile.